# Walk with me!
Walk with me! är ett program till Nintendo DS. Programmet gör det möjligt att föra statistik med tillhörande stegräknare.